# دانيال كروسبي غريني
دانيال كروسبي غريني (بالإنجليزية: Daniel Crosby Greene)‏ هو مبشر ومدرس أمريكي، ولد في 1843 في ماساتشوستس في الولايات المتحدة، وتوفي في 1913.